# Fabio Quagliarella
Fabio Quagliarella (ur. 31 stycznia 1983 w Castellammare di Stabia) – włoski piłkarz, który występował na pozycji napastnika. W latach 2007–2019 reprezentant Włoch.

## Kariera

### Kariera klubowa
Quagliarella rozpoczął swoją karierę w Torino FC. W Serie A zadebiutował 14 maja 2000 w meczu przeciwko Piacenzy. W sezonie 2001/2002 zaliczył cztery występy w spotkaniach pierwszej ligi włoskiej. Po wypożyczeniu do zdegradowanej do Serie C2 Florentiy Violi – powrócił do Torino w 2004 roku i strzelił 8 bramek w Serie B, a dodatkowo jedną w pierwszym dwumeczu baraży.
Jednak problemy finansowe zmusiły władze Torino do rezygnacji z gry w Serie A. Quagliarella dołączył do Udinese Calcio latem 2005, lecz drużyna sprzedała połowę praw do zawodnika beniaminkowi Ascoli Calcio, jako część umowy wypożyczeniowej. Włoch grał dla Ascoli przez rok, po czym klub w ramach swojej części praw do zawodnika "wypożyczył" go do Sampdorii, gdzie Quagliarella zdobył 13 bramek w sezonie 2006/2007, w tym dwie spektakularne – przeciwko Atalancie BC i uznaną przez La Gazzetta dello Sport za bramkę tygodnia przeciwko Chievo Werona. Zaliczył także jedno trafienie w siedmiu spotkaniach Coppa Italia.
22 czerwca 2007 Udinese wykupiło wszystkie prawa do piłkarza, a zawodnik podpisał nowy kontrakt, który wiązał go z Udinese do 30 czerwca 2012, jednak po zakończeniu sezonu 2008/2009 Quagliarella przeniósł się do SSC Napoli. 30 sierpnia 2009 roku strzelił dwa gole w wygranym 3:1 meczu ligowym z Livorno. 6 grudnia zdobył dwie bramki i zanotował jedną asystę w zwycięskim 3:2 pojedynku Serie A z Bari.

#### Juventus
W sierpniu 2010 został wypożyczony na jeden sezon z SSC Napoli do Juventusu. Po sezonie karta zawodnika została wykupiona przez Juventus za kwotę 10,5 miliona euro. Ligowy debiut w Juventusie zanotował 29 sierpnia, w przegranym 0:1 wyjazdowym meczu z Bari. W barwach Starej Damy wystąpił w 102 meczach, w których zdobył 30 bramek. Z Juventusem trzykrotnie zdobył Scudetto, w sezonach 2011/2012, 2012/2013 oraz 2013/2014, a także dwukrotnie Superpuchar Włoch, w roku 2012 i 2013.
18 lipca 2014, po 4 latach spędzonych w Juventusie, Quagliarella przeniósł się do Torino FC, z którym podpisał 3-letni kontrakt.
W lutym 2016 został wypożyczony do Sampdorii.
19 listopada 2023, po uprzednim rozwiązaniu kontraktu z Sampdorią w lipcu, ogłosił zakończenie kariery.

### Kariera reprezentacyjna
Quagliarella miał zadebiutować w reprezentacji Włoch w lutym 2007 w towarzyskim meczu przeciwko reprezentacji Rumunii, lecz spotkanie zostało odwołane z powodu zamieszek wywoływanych przez włoskich kibiców. Następnie został powołany na marcowe spotkanie kwalifikacyjne do Euro 2008 ze Szkocją, w którym wszedł w 87. minucie zmieniając Lucę Toniego. W Kownie, 6 czerwca, strzelił dwie bramki w wygranym 2:0 meczu kwalifikacyjnym przeciwko Litwie. W 2009 roku Marcello Lippi powołał Quagliarellę do kadry na Puchar Konfederacji.

## Sukcesy

### Z Juventusem
- Mistrz Włoch: 2011/12, 2012/2013, 2013/2014
- Superpuchar Włoch: 2012, 2013

### Z Fiorentiną Violą
- Mistrz Serie C2: 2002/2003

### Indywidualne
- Król strzelców w Serie A (2018/2019) (26 goli)

## Statystyki
ostatnia aktualizacja: 16 maja 2022
| Klub            | Sezon     | Liga      | Liga  | Liga | Puchar Włoch   | Puchar Włoch | Puchar Włoch | Europa        | Europa | Europa | Łącznie | Łącznie |
| Klub            | Sezon     | Rozgrywki | Mecze | Gole | Rozgrywki      | Mecze        | Gole         | Rozgrywki     | Mecze  | Gole   | Mecze   | Gole    |
| --------------- | --------- | --------- | ----- | ---- | -------------- | ------------ | ------------ | ------------- | ------ | ------ | ------- | ------- |
| Torino FC       | 1999/2000 | Serie A   | 1     | 0    | Puchar Włoch   | 0            | 0            | –             | –      | –      | 1       | 0       |
| Torino FC       | 2000/2001 | Serie A   | 19    | 0    | Puchar Włoch   | 0            | 0            | –             | –      | –      | 0       | 0       |
| Torino FC       | 2001/2002 | Serie A   | 45    | 0    | Puchar Włoch   | 0            | 0            | –             | –      | –      | 4       | 0       |
| Florentia Viola | 2002/2003 | Serie C2  | 12    | 1    | Puchar Serie C | X            | X            | –             | –      | –      | 12      | 1       |
| Chieti          | 2002/2003 | Serie C1  | 14    | 2    | –              | –            | –            | –             | –      | –      | 11      | 2       |
| Chieti          | 2003/2004 | Serie C1  | 32    | 17   | Puchar Serie C | X            | X            | –             | –      | –      | 34      | 17      |
| Torino FC       | 2004/2005 | Serie B   | 34    | 7    | Puchar Włoch   | 4            | 2            | –             | –      | –      | 38      | 9       |
| Ascoli          | 2005/2006 | Serie A   | 33    | 3    | Puchar Włoch   | 0            | 0            | –             | –      | –      | 33      | 3       |
| UC Sampdoria    | 2006/2007 | Serie A   | 35    | 13   | Puchar Włoch   | 7            | 1            | –             | –      | –      | 42      | 14      |
| Udinese Calcio  | 2007/2008 | Serie A   | 37    | 12   | Puchar Włoch   | 2            | 0            | –             | –      | –      | 39      | 12      |
| Udinese Calcio  | 2008/2009 | Serie A   | 36    | 13   | Puchar Włoch   | 1            | 0            | Puchar UEFA   | 11     | 8      | 48      | 21      |
| SSC Napoli      | 2009/2010 | Serie A   | 34    | 11   | Puchar Włoch   | 2            | 0            | –             | –      | –      | 36      | 11      |
| Juventus F.C.   | 2010/2011 | Serie A   | 17    | 9    | Puchar Włoch   | 0            | 0            | –             | –      | –      | 17      | 9       |
| Juventus F.C.   | 2011/12   | Serie A   | 23    | 4    | Puchar Włoch   | 4            | 0            | –             | –      | –      | 27      | 4       |
| Juventus F.C.   | 2012/13   | Serie A   | 27    | 9    | Puchar Włoch   | 1            | 0            | Liga Mistrzów | 7      | 4      | 35      | 13      |
| Juventus F.C.   | 2013/14   | Serie A   | 17    | 1    | Puchar Włoch   | 2            | 1            | Liga Mistrzów | 4      | 2      | 23      | 4       |
| Torino FC       | 2014/15   | Serie A   | 34    | 13   | Puchar Włoch   | 0            | 0            | Liga Europy   | 12     | 4      | 46      | 17      |
| Torino FC       | 2015/16   | Serie A   | 16    | 5    | Puchar Włoch   | 2            | 0            | –             | –      | –      | 18      | 5       |
| Sampdoria       | 2015/16   | Serie A   | 16    | 3    | Puchar Włoch   | 0            | 0            | –             | –      | –      | 16      | 3       |
| Sampdoria       | 2016/17   | Serie A   | 37    | 12   | Puchar Włoch   | 1            | 0            | –             | –      | –      | 38      | 12      |
| Sampdoria       | 2017/18   | Serie A   | 35    | 19   | Puchar Włoch   | 1            | 0            | –             | –      | –      | 36      | 19      |
| Sampdoria       | 2018/19   | Serie A   | 37    | 26   | Puchar Włoch   | 2            | 0            | –             | –      | –      | 39      | 26      |
| Sampdoria       | 2019/20   | Serie A   | 28    | 11   | Puchar Włoch   | 1            | 1            | –             | –      | –      | 29      | 12      |
| Sampdoria       | 2020/21   | Serie A   | 33    | 13   | Puchar Włoch   | 0            | 0            | –             | –      | –      | 33      | 13      |
| Sampdoria       | 2021/22   | Serie A   | 33    | 4    | Puchar Włoch   | 2            | 2            | –             | –      | –      | 35      | 6       |
| Łącznie         | Łącznie   | Łącznie   | 624   | 209  |                | 39           | 7            |               | 35     | 18     | 698     | 234     |